# Ritzville (Washington)
Ritzville je grad u američkoj saveznoj državi Washington. Prema popisu stanovništva iz 2010. u njemu je živjelo 1.673 stanovnika.